# Urakawa, Hokkaidō
Urakawa (浦河町 Urakawa-chō) là thị trấn thuộc huyện Urakawa, phó tỉnh Hidaka, Hokkaidō, Nhật Bản. Tính đến ngày 1 tháng 10 năm 2020, dân số ước tính thị trấn là 12.074 người và mật độ dân số là 17 người/km2. Tổng diện tích thành phố là 694,24 km2.

## Địa lý

### Khí hậu
Thị trấn Urakawa có Khí hậu lục địa ẩm (phân loại khí hậu Köppen: Dfb) với mùa hè ấm và mùa đông lạnh. Do có sự khác nhau về vĩ độ, nên Urakawa có lượng tuyết rơi ít hơn so với các thành phố lớn phía tây Hokkaidō như Sapporo, Hakodate, Asahikawa và Wakkanai.
| Dữ liệu khí hậu của Urakawa, Hokkaidō    | Dữ liệu khí hậu của Urakawa, Hokkaidō | Dữ liệu khí hậu của Urakawa, Hokkaidō | Dữ liệu khí hậu của Urakawa, Hokkaidō | Dữ liệu khí hậu của Urakawa, Hokkaidō | Dữ liệu khí hậu của Urakawa, Hokkaidō | Dữ liệu khí hậu của Urakawa, Hokkaidō | Dữ liệu khí hậu của Urakawa, Hokkaidō | Dữ liệu khí hậu của Urakawa, Hokkaidō | Dữ liệu khí hậu của Urakawa, Hokkaidō | Dữ liệu khí hậu của Urakawa, Hokkaidō | Dữ liệu khí hậu của Urakawa, Hokkaidō | Dữ liệu khí hậu của Urakawa, Hokkaidō | Dữ liệu khí hậu của Urakawa, Hokkaidō |
| Tháng                                    | 1                                     | 2                                     | 3                                     | 4                                     | 5                                     | 6                                     | 7                                     | 8                                     | 9                                     | 10                                    | 11                                    | 12                                    | Năm                                   |
| ---------------------------------------- | ------------------------------------- | ------------------------------------- | ------------------------------------- | ------------------------------------- | ------------------------------------- | ------------------------------------- | ------------------------------------- | ------------------------------------- | ------------------------------------- | ------------------------------------- | ------------------------------------- | ------------------------------------- | ------------------------------------- |
| Cao kỉ lục °C (°F)                       | 10.9 (51.6)                           | 10.9 (51.6)                           | 16.5 (61.7)                           | 21.0 (69.8)                           | 23.5 (74.3)                           | 27.2 (81.0)                           | 30.7 (87.3)                           | 31.5 (88.7)                           | 29.9 (85.8)                           | 23.7 (74.7)                           | 19.1 (66.4)                           | 14.3 (57.7)                           | 31.5 (88.7)                           |
| Trung bình ngày tối đa °C (°F)           | 0.9 (33.6)                            | 1.2 (34.2)                            | 4.4 (39.9)                            | 8.9 (48.0)                            | 13.5 (56.3)                           | 16.9 (62.4)                           | 20.7 (69.3)                           | 23.0 (73.4)                           | 21.4 (70.5)                           | 16.2 (61.2)                           | 9.8 (49.6)                            | 3.6 (38.5)                            | 11.7 (53.1)                           |
| Trung bình ngày °C (°F)                  | −2.4 (27.7)                           | −2.1 (28.2)                           | 0.9 (33.6)                            | 5.2 (41.4)                            | 9.7 (49.5)                            | 13.5 (56.3)                           | 17.7 (63.9)                           | 19.9 (67.8)                           | 17.7 (63.9)                           | 12.3 (54.1)                           | 6.1 (43.0)                            | 0.1 (32.2)                            | 8.2 (46.8)                            |
| Tối thiểu trung bình ngày °C (°F)        | −5.7 (21.7)                           | −5.6 (21.9)                           | −2.5 (27.5)                           | 1.8 (35.2)                            | 6.4 (43.5)                            | 10.7 (51.3)                           | 15.3 (59.5)                           | 17.4 (63.3)                           | 14.4 (57.9)                           | 8.3 (46.9)                            | 2.5 (36.5)                            | −3.1 (26.4)                           | 5.0 (41.0)                            |
| Thấp kỉ lục °C (°F)                      | −15.5 (4.1)                           | −14.8 (5.4)                           | −13.1 (8.4)                           | −8.1 (17.4)                           | −2.5 (27.5)                           | 2.3 (36.1)                            | 6.5 (43.7)                            | 8.9 (48.0)                            | 1.9 (35.4)                            | −1.3 (29.7)                           | −7.9 (17.8)                           | −13.1 (8.4)                           | −15.5 (4.1)                           |
| Lượng Giáng thủy trung bình mm (inches)  | 34.0 (1.34)                           | 28.9 (1.14)                           | 48.8 (1.92)                           | 77.9 (3.07)                           | 125.3 (4.93)                          | 95.9 (3.78)                           | 141.5 (5.57)                          | 161.6 (6.36)                          | 144.4 (5.69)                          | 117.7 (4.63)                          | 83.4 (3.28)                           | 59.0 (2.32)                           | 1.118,4 (44.03)                       |
| Lượng tuyết rơi trung bình cm (inches)   | 41 (16)                               | 35 (14)                               | 19 (7.5)                              | 1 (0.4)                               | 0 (0)                                 | 0 (0)                                 | 0 (0)                                 | 0 (0)                                 | 0 (0)                                 | 0 (0)                                 | 4 (1.6)                               | 28 (11)                               | 128 (50.5)                            |
| Số ngày giáng thủy trung bình (≥ 1.0 mm) | 7.7                                   | 6.7                                   | 7.4                                   | 9.4                                   | 10.4                                  | 8.6                                   | 10.7                                  | 10.1                                  | 10.0                                  | 10.8                                  | 12.1                                  | 11.0                                  | 114.9                                 |
| Số ngày tuyết rơi trung bình             | 11.7                                  | 10.1                                  | 5.1                                   | 0.5                                   | 0                                     | 0                                     | 0                                     | 0                                     | 0                                     | 0                                     | 1.3                                   | 8.2                                   | 36.9                                  |
| Độ ẩm tương đối trung bình (%)           | 65                                    | 68                                    | 72                                    | 78                                    | 83                                    | 90                                    | 92                                    | 90                                    | 84                                    | 75                                    | 69                                    | 65                                    | 78                                    |
| Số giờ nắng trung bình tháng             | 142.0                                 | 160.8                                 | 194.2                                 | 187.9                                 | 187.2                                 | 145.0                                 | 115.6                                 | 136.0                                 | 163.4                                 | 172.2                                 | 121.7                                 | 113.2                                 | 1.839,2                               |
| Nguồn 1: Cục Khí tượng Nhật Bản          |                                       |                                       |                                       |                                       |                                       |                                       |                                       |                                       |                                       |                                       |                                       |                                       |                                       |
| Nguồn 2: Cục Khí tượng Nhật Bản          |                                       |                                       |                                       |                                       |                                       |                                       |                                       |                                       |                                       |                                       |                                       |                                       |                                       |

| Dữ liệu khí hậu của Nakakineus, Urakawa (độ cao 98 m) | Dữ liệu khí hậu của Nakakineus, Urakawa (độ cao 98 m) | Dữ liệu khí hậu của Nakakineus, Urakawa (độ cao 98 m) | Dữ liệu khí hậu của Nakakineus, Urakawa (độ cao 98 m) | Dữ liệu khí hậu của Nakakineus, Urakawa (độ cao 98 m) | Dữ liệu khí hậu của Nakakineus, Urakawa (độ cao 98 m) | Dữ liệu khí hậu của Nakakineus, Urakawa (độ cao 98 m) | Dữ liệu khí hậu của Nakakineus, Urakawa (độ cao 98 m) | Dữ liệu khí hậu của Nakakineus, Urakawa (độ cao 98 m) | Dữ liệu khí hậu của Nakakineus, Urakawa (độ cao 98 m) | Dữ liệu khí hậu của Nakakineus, Urakawa (độ cao 98 m) | Dữ liệu khí hậu của Nakakineus, Urakawa (độ cao 98 m) | Dữ liệu khí hậu của Nakakineus, Urakawa (độ cao 98 m) | Dữ liệu khí hậu của Nakakineus, Urakawa (độ cao 98 m) |
| Tháng                                                 | 1                                                     | 2                                                     | 3                                                     | 4                                                     | 5                                                     | 6                                                     | 7                                                     | 8                                                     | 9                                                     | 10                                                    | 11                                                    | 12                                                    | Năm                                                   |
| ----------------------------------------------------- | ----------------------------------------------------- | ----------------------------------------------------- | ----------------------------------------------------- | ----------------------------------------------------- | ----------------------------------------------------- | ----------------------------------------------------- | ----------------------------------------------------- | ----------------------------------------------------- | ----------------------------------------------------- | ----------------------------------------------------- | ----------------------------------------------------- | ----------------------------------------------------- | ----------------------------------------------------- |
| Cao kỉ lục °C (°F)                                    | 10.0 (50.0)                                           | 10.1 (50.2)                                           | 17.2 (63.0)                                           | 23.9 (75.0)                                           | 30.3 (86.5)                                           | 30.5 (86.9)                                           | 32.8 (91.0)                                           | 33.8 (92.8)                                           | 32.1 (89.8)                                           | 24.6 (76.3)                                           | 19.4 (66.9)                                           | 14.5 (58.1)                                           | 33.8 (92.8)                                           |
| Trung bình ngày tối đa °C (°F)                        | −0.5 (31.1)                                           | 0.2 (32.4)                                            | 3.9 (39.0)                                            | 10.8 (51.4)                                           | 16.7 (62.1)                                           | 20.4 (68.7)                                           | 23.8 (74.8)                                           | 25.0 (77.0)                                           | 21.7 (71.1)                                           | 15.7 (60.3)                                           | 8.7 (47.7)                                            | 1.8 (35.2)                                            | 12.4 (54.3)                                           |
| Trung bình ngày °C (°F)                               | −6.6 (20.1)                                           | −5.7 (21.7)                                           | −1.2 (29.8)                                           | 4.7 (40.5)                                            | 10.5 (50.9)                                           | 14.6 (58.3)                                           | 18.6 (65.5)                                           | 19.7 (67.5)                                           | 15.8 (60.4)                                           | 9.1 (48.4)                                            | 3.0 (37.4)                                            | −3.4 (25.9)                                           | 6.6 (43.9)                                            |
| Tối thiểu trung bình ngày °C (°F)                     | −13.6 (7.5)                                           | −13.3 (8.1)                                           | −7.1 (19.2)                                           | −1.3 (29.7)                                           | 4.3 (39.7)                                            | 9.4 (48.9)                                            | 14.6 (58.3)                                           | 15.6 (60.1)                                           | 10.6 (51.1)                                           | 3.0 (37.4)                                            | −2.4 (27.7)                                           | −9.1 (15.6)                                           | 0.9 (33.6)                                            |
| Thấp kỉ lục °C (°F)                                   | −25.3 (−13.5)                                         | −26.7 (−16.1)                                         | −22.4 (−8.3)                                          | −13.4 (7.9)                                           | −4.6 (23.7)                                           | −0.2 (31.6)                                           | 4.6 (40.3)                                            | 4.7 (40.5)                                            | −1.2 (29.8)                                           | −7.2 (19.0)                                           | −14.5 (5.9)                                           | −22.2 (−8.0)                                          | −26.7 (−16.1)                                         |
| Lượng Giáng thủy trung bình mm (inches)               | 56.4 (2.22)                                           | 52.7 (2.07)                                           | 93.7 (3.69)                                           | 137.4 (5.41)                                          | 195.4 (7.69)                                          | 139.7 (5.50)                                          | 188.9 (7.44)                                          | 239.3 (9.42)                                          | 194.6 (7.66)                                          | 193.9 (7.63)                                          | 147.4 (5.80)                                          | 93.9 (3.70)                                           | 1.747,6 (68.80)                                       |
| Lượng tuyết rơi trung bình cm (inches)                | 110 (43)                                              | 96 (38)                                               | 80 (31)                                               | 15 (5.9)                                              | 0 (0)                                                 | 0 (0)                                                 | 0 (0)                                                 | 0 (0)                                                 | 0 (0)                                                 | 0 (0)                                                 | 14 (5.5)                                              | 91 (36)                                               | 397 (156)                                             |
| Số ngày giáng thủy trung bình (≥ 1.0 mm)              | 9.8                                                   | 9.2                                                   | 11.7                                                  | 12.4                                                  | 12.3                                                  | 9.8                                                   | 11.8                                                  | 12.3                                                  | 12.3                                                  | 13.4                                                  | 13.8                                                  | 13.3                                                  | 140.5                                                 |
| Số giờ nắng trung bình tháng                          | 115.0                                                 | 127.4                                                 | 148.5                                                 | 162.5                                                 | 173.3                                                 | 147.2                                                 | 126.5                                                 | 129.3                                                 | 140.8                                                 | 147.5                                                 | 106.1                                                 | 99.9                                                  | 1.624,1                                               |
| Nguồn 1: Cục Khí tượng Nhật Bản                       |                                                       |                                                       |                                                       |                                                       |                                                       |                                                       |                                                       |                                                       |                                                       |                                                       |                                                       |                                                       |                                                       |
| Nguồn 2: Cục Khí tượng Nhật Bản                       |                                                       |                                                       |                                                       |                                                       |                                                       |                                                       |                                                       |                                                       |                                                       |                                                       |                                                       |                                                       |                                                       |